# 分詞構文
分詞構文（ぶんしこうぶん）とは、分詞が導く副詞句が、文全体を修飾し、結果として副詞節の代用をしたり、文を簡略化する構文のことをいう。従続接続詞の導く副詞節は主文の主節とともに複文を形成するが、分詞構文が用いられた文は、同じ意味を表現しても単文となる。主に主節の主語が同じである場合に用いられる。英語においては、分詞構文は文語的な表現であり日常的な英文に頻繁に使うべきではない。

## 英語における分詞構文

### 一般的な分詞構文
分詞構文は、下記の従位接続詞の代用をする。
時
例）The little girl began to cry, left to herself.
→When the little girl was left to herself, she began to cry.
「その小さな女の子はひとりぼっちになると、泣き出した」
原因・理由
例）Being a child, I couldn't understand what my mother said.
→As I was a child, I couldn't understand what my mother said.
「私は子どもだったので、母の言ったことが分からなかった。」
条件
例）Turning left at the next corner, you will find the post office.
→If you turn left at the next corner, you will find the post office.
「次の角を左に曲がれば、郵便局が見つかるでしょう。」
実際には、if の代わりの分詞構文はあまり用いられない。will があるのが一つの目印。したがって、仮定法的な if ～とは異なる。
参考書などでお決まりのような例文として Turning ～が出てくるが、教科書的な「時・理由・条件」より、下記の「付帯状況」「接続」が現実的に用いられる分詞構文の大半である。
譲歩
例）Wounded and tired, he continued to work.
→Though he was wounded and tired, he continued to work.
「怪我をしている上に疲れていたが、彼は仕事を続けた。」
譲歩も、Admitting のように、動詞自体に譲歩的な意味が含まれているような場合を除いてあまり用いられない。
付帯状況
例) Looking for my key, I happened to find the book I had lost.
→I was looking for my key and happened to find the book I had lost.
「鍵を探していたら、なくした本を偶然見つけた。」
接続
接続に於いて順接であるか逆接であるかは文脈に因る。
例）He went back home, playing tennis.
→He went back home and played tennis.

## 英語とその他の印欧語における分詞構文の相違点
印欧語において分詞は主に過去か同時のことを表すが、印欧語の中でも英語の分詞構文などは前述の接続の例のように未来を表す単純等位接続文を取り得る。分詞構文は主にラテン語の影響を受けて形成されたものであると考えられているが、単純接続の分詞構文の場合は分詞構文の方式を借りる形として英語独自に発展したものであるとされている。従って、文語的であるとして使用を控える傾向にある分詞構文の中で単純接続の分詞構文は比較的頻繁に使われる。